# Schismatoglottis silamensis
Schismatoglottis silamensis är en kallaväxtart som beskrevs av Alistair Hay. Schismatoglottis silamensis ingår i släktet Schismatoglottis och familjen kallaväxter. Inga underarter finns listade.